# Graphis itatiaiensis
Graphis itatiaiensis је врста лишаја из породице Graphidaceae. Пронађена је у Бразилу, а као нова за науку представљена је 2011. године.